# Hoher Ziegspitz
Der Hohe Ziegspitz ist ein 1864 m ü. NHN hoher Berg in den Ammergauer Alpen, Bayern. Er bildet den westlichen Endpunkt der Kramergruppe. Sein Name leitet sich nicht von Ziege, sondern von sogenannten Zügen, mit denen Lawinenstriche bezeichnet werden, ab (vgl. Zugspitze).

## Lage und Umgebung
Der Hohe Ziegspitz liegt etwa sieben Kilometer Luftlinie westlich von Garmisch-Partenkirchen und bildet den westlichsten Gipfel der Kramergruppe. Nach Südwesten hin verläuft ein Grat zu den Nebengipfeln Rauhenstein (1728 m) und dem hohen Rauheck (1636 m). Nach Nordosten setzt sich der Gratverlauf zum 1815 m hohen Vorderen Ziegspitz fort. Oberhalb der Waldgrenze, die hier bei etwa 1500 m liegt, ist der Hohe Ziegspitz von Grashängen und Latschenkiefern geprägt, im Bereich des Westgrats zum Rauheck dominiert felsigeres Gelände. Südlich vorgelagert befindet sich das Zunderköpfl.

## Erschließung
Der Gipfel ist als einfache Bergwanderung von Garmisch-Partenkirchen aus erreichbar, wobei der Anstieg über die nordöstlich gelegene Stepbergalm (1583 m) führt. Ein weiterer Anstieg verläuft von der westlich gelegenen Rotmoosalpe über den Vorderen Ziegspitz zum Gipfel. Alternativ ist der Gipfel auch direkt aus dem Süden über das Jakelberger Köpfel erreichbar.

## Karte
- Alpenvereinskarte 1:25.000, Blatt BY7, Ammergebirge Ost

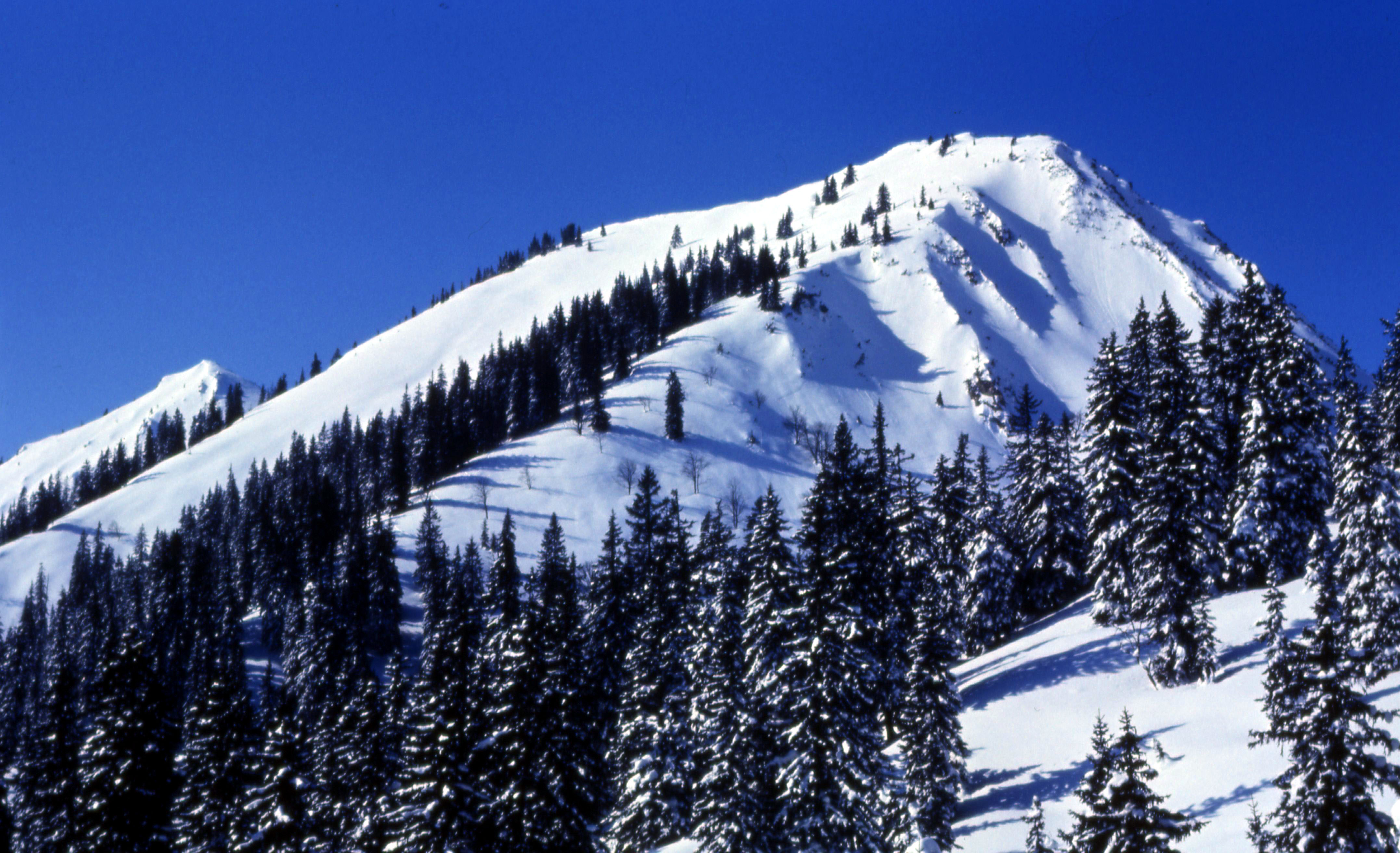
Hoher Ziegspitz im Winter von Grainau aus
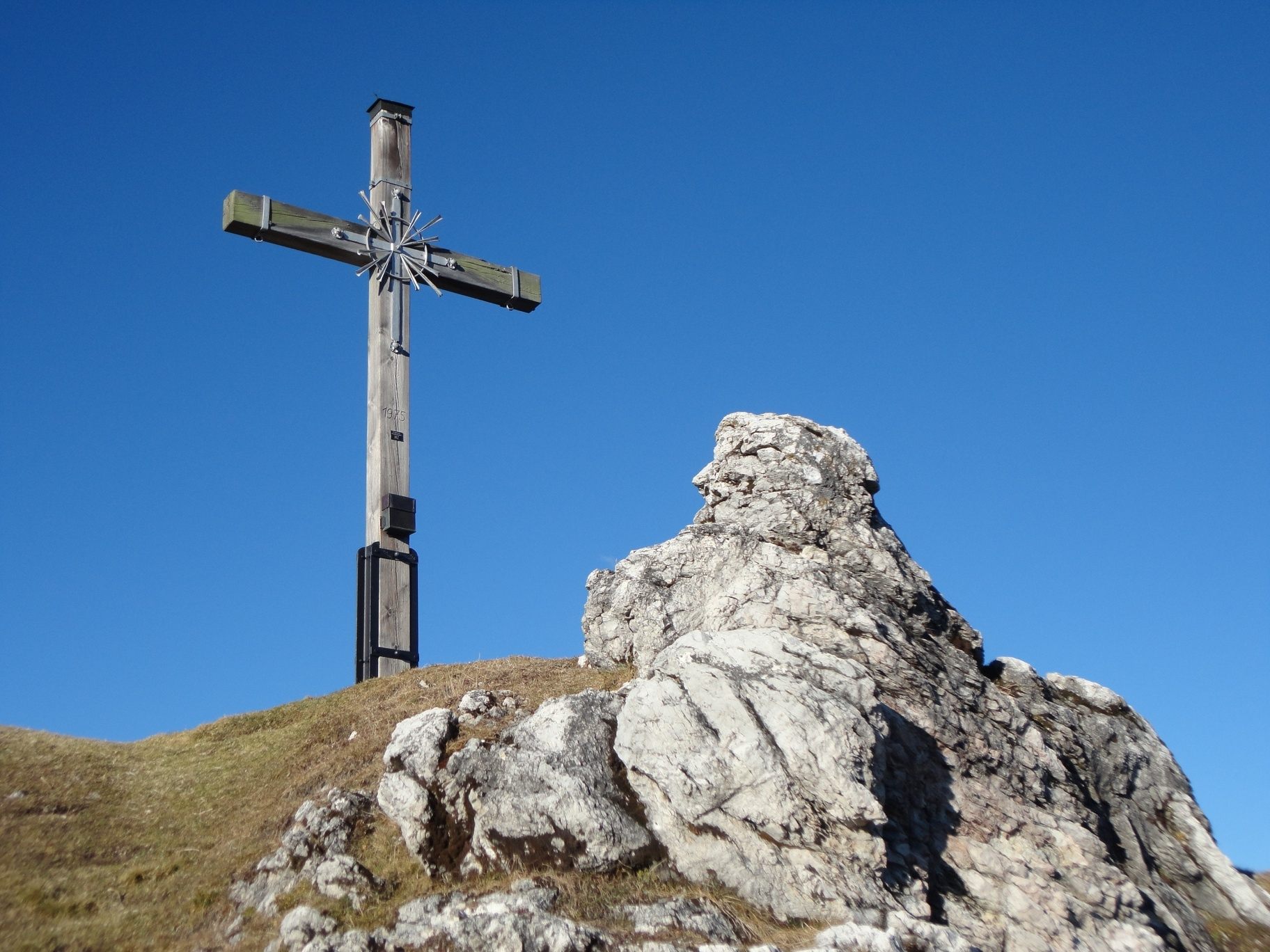
Gipfelkreuz des Hohen Ziegspitz, errichtet 1975
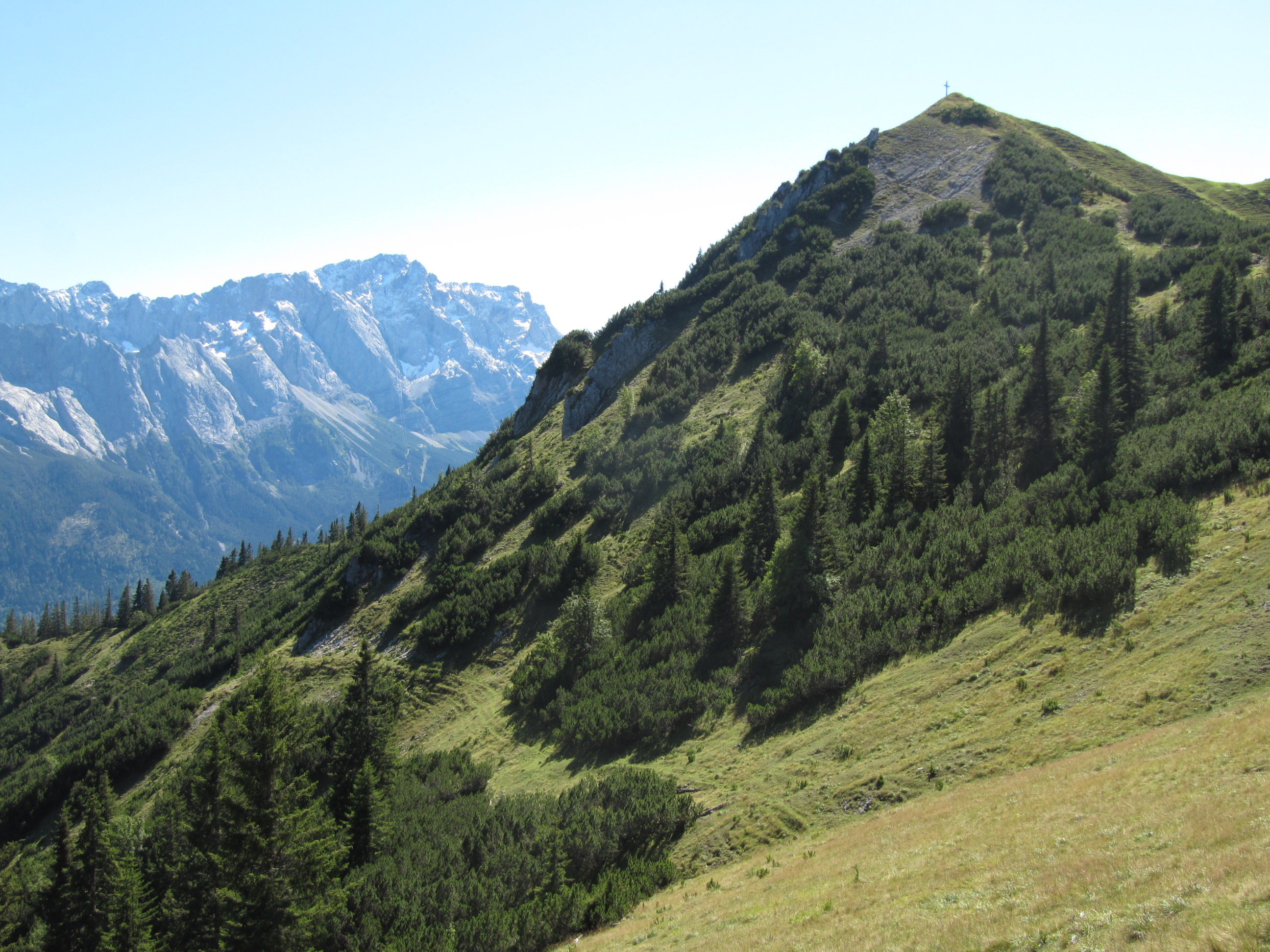
Hoher Ziegspitz, vom Anstiegsweg aus, im Hintergrund das Zugspitzmassiv